# John Polanyi
John Charles Polanyi (ur. 23 stycznia 1929 w Berlinie) – kanadyjski chemik, laureat nagrody Nobla w dziedzinie chemii w 1986 za badania dynamiki elementarnych procesów chemicznych (wraz z nim otrzymali nagrodę Dudley Robert Herschbach i Yuan Lee). Profesor University of Toronto. Od 1986 r. członek Papieskiej Akademii Nauk.

## Rodzina
John Polanyi jest pochodzenia węgierskiego. Jego ojcem był chemik i filozof Michael Polanyi a wujkiem ekonomista Karl Polanyi. W 1933 r. jego rodzina, z korzeniami żydowskimi, wyjechała do Wielkiej Brytanii.